# Икское Устье
И́кское Устье (Икское-Устье) — село в Менделеевском районе Татарстана. Входит в Бизякинское сельское поселение.

## Описание
Расположено на мысе в северо-западной части Нижнекамского водохранилища (правый берег Камы) в 16 км к востоку от Менделеевска и в 22 км к северо-востоку от Набережных Челнов.
Имеется подъездная дорога от автодороги Менделеевск — Крынды — Агрыз.
Название села происходит от его расположения — до образования водохранилища устье реки Ик находилось на левом берегу Камы напротив села.
На 2015 год село насчитывает 135 дворов, не считая дачного сообщества. Здесь прописаны 57 человек, общее число постоянных жителей около 70. Из них детей — 5, рабочего возраста — не больше 10, остальные — пенсионеры.

## История
Основано во второй половине XVII в. В дореволюционных источниках известно также под названием Богородское.
До 1764 г. село принадлежало Костромскому Богоявленскому монастырю. В 1764 г. жители были переведены в разряд экономических, в 1841 г. — государственных крестьян. Основные занятия жителей в этот период — земледелие и скотоводство, были распространены рыболовство, отхожие промыслы в Пермской губернии.
С XVIII в. село являлось крупным центром хлеботорговли. В 1816—1820 гг. в селе в стиле классицизма построена церковь Смоленской Богородицы (в 1930-е гг. закрыта, в 1987 г. снесена из-за угрозы затопления).
По сведениям 1859 г., здесь функционировали питейный дом, пристань, в начале XX в. — церковь Смоленской Богородицы, земская школа (открыта в 1896 г.), библиотека (с 1901 г.), селитренный завод; базар по понедельникам.
В конце XIX в. земельный надел сельской общины составлял 3763 десятины.
В селе находился классический храм Смоленской иконы Божией Матери, построенный в 1816—1820 годах. В 1987 по инициативе татарстанского руководства он был взорван.
Из-за строительства Нижнекамской ГЭС село значительно пострадало, часть села, располагавшаяся в низине у Камы, была затоплена.

## Административная принадлежность
До 1921 г. село входило в Кураковскую волость Елабужского уезда Вятской губернии. С 1921 г. в составе Елабужского, с 1928 г. — Челнинского кантонов ТАССР. С 10 августа 1930 г. — в Елабужском, с 10 февраля 1935 г. — в Бондюжском, с 1 февраля 1963 г. — в Елабужском, с 15 августа 1985 г. в Менделеевском районах.
Ныне входит в состав Бизякинского сельского поселения.

## Население
| 1795 | 1859 | 1887 | 1892 | 1920 | 1926 | 1938 | 1949 | 1958 | 1970 | 1979 | 1989 | 2002 | 2010 | 2017 |
| 365  | 832  | 848  | 975  | 1120 | 1241 | 944  | 838  | 583  | 338  | 182  | 92   | 88   | 65   | 95   |
| ---- | ---- | ---- | ---- | ---- | ---- | ---- | ---- | ---- | ---- | ---- | ---- | ---- | ---- | ---- |

Национальный состав: 2002 — русские (96 %); 2017 — русские (90 %), татары (10 %).

## Образование и культура
В 1940 г. в селе открыта начальная школа. До 1971 г. функционировала средняя, до 1974 г. — начальная школа.
Действуют дом культуры (с 2015 г. в новом здании), фельдшерско-акушерский пункт (с 1950 г.), храм мученика Уара (с 2019 г.; строительство велось с 2009 г. по инициативе протоиерея Алексия Загуменнова).
В окрестностях села выявлены археологические памятники: Икские селища I, III (приказанская, маклашеевская и ананьинская культуры), Икское селище IV (пьяноборская культура), Икское селище V (ананьинская культура), Икский могильник (пьяноборская культура).

## Известные уроженцы
Н. Н. Ардашев (1862—1923) — историк, архивариус, начальник отделения архива Министерства юстиции (с 1902 г.);
И. М. Краснопёров (1839—1920) — земский статистик, этнограф, историк.